# Staš Skube
Staš Skube (Novo mesto, 1989. november 15. –) szlovén válogatott kézilabdázó, a Montpellier Handball játékosa. Bátyja, Sebastian Skube szintén szlovén válogatott kézilabdázó.

## Pályafutása

### Klubcsapatban
Skube az RK Trimo Trebnje saját nevelésű játékosaként 2006-ban mutatkozhatott be a szlovén első osztályban, majd később pályára lépett az EHF-kupában és a Kupagyőztesek Európa-kupájában is. 2013-ban igazolt a szlovén bajnok RK Gorenje Velenje csapatához. Első Bajnokok ligája szezonjában 2014-ben csapata legeredményesebb játékosa volt, 72 gólt szerzett, amivel a góllövőlista 9. helyén végzett. 2015-ben az EHF-kupában indulhatott a csapata, ahol bejutott a Final Fourba, és végül a negyedik helyezett lett, 81 góljával pedig ő lett a sorozat gólkirálya. 2016-ban igazolta le a rendszeres Bajnokok Ligája résztvevő, magyar bajnoki ezüstérmes MOL-Pick Szeged.
Tagja volt a 2017-2018-as szezonban bajnoki címet szerző szegedi csapatnak. A szezon végén, 2018 nyarán felbontotta szerződését. Ezt követően a macedón RK Vardar Szkopje játékosa lett. Az északmacedón csapattal Bajnokok Ligáját nyert a 2018-2019-es szezonban, a döntőben a Telekom Veszprém csapatát legyőzve. 2020 áprilisában bejelentette, hogy a szezon végeztével távozik az együttestől.

### A válogatottban
Tagja volt a 2009-ben junior világbajnoki bronzérmes szlovén válogatottnak. A felnőtt válogatottban is bemutatkozott már, de világversenyen még nem vett részt a válogatottal.

## Sikerei
- Junior világbajnokság bronzérmese: 2009
- Az EHF-kupa gólkirálya: 2015
- Magyar bajnok (1): 2018
- Macedón bajnok: 2019
- Fehérorosz bajnok: 2021, 2022
- SEHA-liga-győztes: 2018–19
- Bajnokok Ligája-győztes: 2018–19